# Рудольф Кайль
Рудольф Кайль (нім. Rudolf Keil; 25 січня 1888, Відень — 4 квітня 1978, Відень) — австро-угорський, австрійський і німецький офіцер, генерал-лейтенант вермахту. Кавалер Німецького хреста в сріблі.

## Біографія
18 серпня 1908 року вступив у австрійську армію. Учасник Першої світової війни, після закінчення якої продовжив службу в австрійській армії. Після аншлюсу 15 березня 1938 року автоматично перейшов у вермахт.
З 9 травня 1938 року — допоміжний офіцер штабу 4-ї легкої дивізії. 1 лютого 1940 року відряджений в 7-му інспекцію озброєнь. З 1 липня 1940 року — інспектор озброєнь Брюнна. З 20 червня 1941 року — директор спеціального штабу уповноваженого генерала з питань моторизованого транспорту на Сході. З 20 серпня 1942 року — інспектор з питань економіки і транспорту на Сході. З 1 березня 1945 року — уповноважений вермахту з питань моторизованого транспорту Альпійської фортеці. 6 травня 1945 року взятий в полон. 14 травня 1947 року звільнений.

## Звання
- Кадет-кандидат в офіцери (16 серпня 1908)
- Лейтенант (1 травня 1911)
- Обер-лейтенант (1 серпня 1914)
- Гауптман (1 серпня 1917)
- Титулярний майор (8 липня 1921)
- Штабс-гауптман (23 червня 1923)
- Майор (19 січня 1928)
- Оберст-лейтенант (28 грудня 1935)
- Оберст (1 лютого 1939)
- Генерал-майор (1 липня 1942)
- Генерал-лейтенант (1 квітня 1945)

## Нагороди
- Ювілейний хрест (1908)
- Маріанський хрест
- Пам'ятний хрест 1912/13
- Медаль «За військові заслуги» (Австро-Угорщина)
  - бронзова з мечами
  - 2 срібних з мечами
- Хрест «За військові заслуги» (Австро-Угорщина) 3-го класу з військовою відзнакою і мечами
- Почесний знак Австрійського Червоного Хреста 2-го класу з військовою відзнакою
- Військовий Хрест Карла
- Залізний хрест 2-го класу
- Медаль «За поранення» (Австро-Угорщина) з однією смугою
- Загальний хрест «За відвагу» (Каринтія)
- Пам'ятна військова медаль (Австрія) з мечами
- Почесний знак «За заслуги перед Австрійською Республікою», золотий знак
- Пам'ятна військова медаль (Угорщина) з мечами
- Хрест «За вислугу років» (Австрія) 2-го класу для офіцерів (25 років)
- Хрест «За військові заслуги» (Австрія) 3-го класу (28 травня 1937)
- Почесний хрест ветерана війни з мечами
- Медаль «За вислугу років у Вермахті» 4-го, 3-го, 2-го і 1-го класу (25 років)
- Медаль «У пам'ять 1 жовтня 1938» із застібкою «Празький град»
- Нагрудний знак «За поранення» в чорному
- Хрест Воєнних заслуг 2-го і 1-го класу з мечами
- Німецький хрест в сріблі